# Sinàpsids

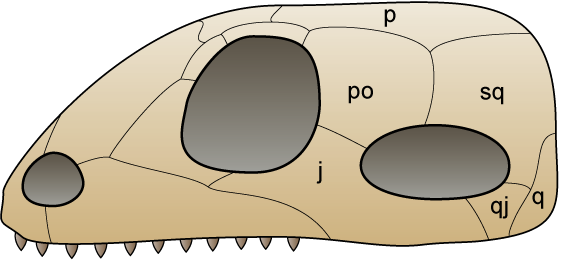
Crani generalitzat d'un sinàpsid, on s'observa una única obertura darrera l'òrbita.
j: jugal, p: parietal, po: postorbital, q: quadrat, qj: quadratojugal, sq: escatós

Els sinàpsids (Synapsida, gr. 'arc fusionat'), coneguts de vegades pel nom informal de Pan-Mammalia i tradicionalment per la denominació errònia de rèptils mamiferoides, són un clade de vertebrats amniotes que van desenvolupar una obertura al crani, la finestra temporal, darrere de cada ull. Aparegueren fa uns 320 milions d'anys.

## Classificacions canviants
Els sinàpsids, primer foren definits, al segle xx, com una de les cinc classes de rèptils, basant-se en la seva distintiva obertura temporal. Aquestes obertures eren, suposadament, per permetre la unió dels forts músculs de la mandíbula, i així fer mossegades més fortes. Els sinàpsids van representar el llinatge reptilià que desembocà en els mamífers, i gradualment van evolucionar incrementat les característiques mamiferoides, per la qual cosa se'ls anomena «rèptils mamiferoides».
La classificació tradicional continuà fins a la dècada del 1980 (vegeu Carroll 1988). Als anys 1990 aquesta consideració va trontollar per la cladística, basant-se en el fet que els grups vàlids només són aquells que inclouen els ancestres comuns i els descendents. Com que els sinàpsids van evolucionar en mamífers, els mamífers són inclosos sota el clade Synapsida, i alhora, aquests ja no es consideren rèptils.

## Història evolutiva
Archaeothyris és el sinàpsid més primitiu conegut. Va pertànyer al grup dels pelicosaures i visqué al Pennsilvanià (Carbonífer). Els pelicosaures foren el primer grup reeixit d'amniotes, escampant-se i diversificant-se fins que van esdevenir els animals terrestres dominants a finals del període Carbonífer i principis del Permià. Són dividits en dos clades, Caseasauria i els Eupelycosauria. Eren allargats, voluminosos, de sang freda, amb cervells petits i eren els majors animals terrestres del seu temps. Molts d'ells, com Dimetrodon, tenien grans veles, que els haurien ajudat a termoregular-se. Dos grups van sobreviure fins a les acaballes del permià.
Els teràpsids, un grup més avançat de sinàpsids, van aparèixer a la primera meitat del permià, i també van esdevenir els animals terrestres dominants durant l'altra meitat del període. Eren els animals més diversos i abundosos des del permià mitjà fins al tardà, incloent-hi un ampli ventall d'herbívors i carnívors, oscil·lant entre animals de la mida d'una rata, fins a voluminosos herbívors d'una tona o més. Després de prosperar durant molts milions d'anys, aquells exitosos animals foren gairebé tots esborrats de la faç de la terra a l'extinció massiva del Permià-Triàsic, fa 250 milions d'anys, la major extinció a la història de la terra, la qual hauria estat relacionada amb les massives erupcions volcàniques a Sibèria i els enormes asteroides caiguts a l'índic i l'Antàrtida.
Només un parell de teràpsids, però no pas pelicosaures, van sobreviure a la gran extinció, i tornaren a aconseguir èxit al nou paisatge triàsic; el listrosaure i Cynognathus. Però ara també hi havia els primerencs arcosaures (coneguts antigament com a tecodonts, tot i que aquest terme ja no s'empra), alguns dels quals, com l'Euparkeria, eren petits i de constitució lleugera, i altres, com Erythrosuchus, eren igual de grossos que els majors teràpsids o més.
Els teràpsids del Triàsic inclouen dos grups, els herbívors especialitzats amb bec coneguts com els Dicynodontia (com el listrosaure i els seus descendents, Kannemeyeriidae), alguns dels quals van arribar a ésser enormes; els cada cop més freqüents rèptils semblants als mamífers, herbívors, carnívors i insectívors cinodonts (incloent-hi els eucinodonts, un representant primerenc de Cynognathus; i els terocèfals, els quals només van sobreviure al començament del Triàsic.
A diferència dels dicinodonts, els quals van romandre grans, els cinodonts esdevingueren progressivament més petits i més semblants als mamífers a mesura que passava el Triàsic. Dels cinodonts més avançats i petits (de la mida d'una musaranya) van evolucionar els precursors dels mamífers, en el Triàsic tardà, fa uns 220 milions d'anys
Durant la successió evolutiva dels primers teràpsids als cinodonts, d'aquests als eucinodonts, i aquests darrers als mamífers, la mandíbula inferior, gradualment, esdevingué un sol os llarg, i altres ossos mandibulars més petits van migrar cap a l'oïda per formar part d'un sentit de l'oïda molt sofisticat.
Ja fos per canvis climàtics o de la vegetació, competició ecològica o una combinació de diferents factors la majoria dels grans cinodonts i dicinodonts desaparegueren al període Norià, fins i tot abans de la gran extinció. Els nínxols ecològics foren ràpidament ocupats pels arcosaures,entre ells els dinosaures. Aquests dominarien tots els ecosistemes terrestres per la resta del Mesozoic. Els pocs sinàpsids mesozoics eren petits, oscil·lant entre la mida d'una musaranya i la d'un teixó.
Avui en dia, les 4.500 espècies vivents de sinàpsids són els animals terrestres dominants, i també s'hi han d'incloure les balenes, als mars, i les ratapinyades, al cel. A més a més, el major animal conegut de la història de la terra és un sinàpsid, el rorqual blau.
Els sinàpsids han dominat dues eres geològiques al llarg de la seua història i encara avui ho fan, la primera, al Permià, i avui dia, el Cenozoic.

## Taxonomia
El clade dels sinàpsids es pot definir com tots els tàxons que tenen una relació més propera amb Dicynodon lacerticeps que amb Lacerta agilis.
- Sèrie Amniota
  - CLASSE SYNAPSIDA
    - Asaphestera
    - Ordre Pelycosauria
      - Subordre Caseasauria
      - Subordre Eupelycosauria
      - Família Varanopidae
      - Família Ophiacodontidae
      - Família Edaphosauridae
      - Família Sphenacodontidae
      - Ordre Therapsida
        - Subordre Biarmosuchia
          - Eotitanosuchus

        - Subordre Dinocephalia
        - Subordre Anomodontia
        - Subordre Gorgonopsia
        - Subordre Therocephalia
        - Subordre Cynodontia
          - Procynosuchus
          - Thrinaxodon
          - Cynognathus
          - Superfamília Probainognathia

  - CLASSE MAMMALIA

## Filogènesi
Segonsn Tree of Life, les relacions filogenètiques dels sinàpsids amb la resta d'amniotes són les següents:
|            | Synapsida                                             |
|            |                                                       |
| Sauropsida | \| \| Anapsida \| \| \| \| \| \| Diapsida \| \| \| \| |
|            | \| \| Anapsida \| \| \| \| \| \| Diapsida \| \| \| \| |
|            | Anapsida                                              |
|            |                                                       |
|            | Diapsida                                              |
|            |                                                       |

|  | Anapsida |
|  |          |
|  | Diapsida |
|  |          |

La filogènesi interna dels sinàpsids és, segons Tree of Life:
|                   | Cutleria                                                                                                 |
|                   | |
| Sphenacodontoidea | \| \| Sphenacodontidae \| \| \| \| \| \| Therapsida (mamífers i els seus ancestres directes) \| \| \| \| |
|                   | \| \| Sphenacodontidae \| \| \| \| \| \| Therapsida (mamífers i els seus ancestres directes) \| \| \| \| |
|                   | Sphenacodontidae                                                                                         |
|                   | |
|                   | Therapsida (mamífers i els seus ancestres directes)                                                      |
|                   | |

|  | Sphenacodontidae                                    |
|  |                                                     |
|  | Therapsida (mamífers i els seus ancestres directes) |
|  |                                                     |

|                   | Cutleria                                                                                                 |
|                   | |
| Sphenacodontoidea | \| \| Sphenacodontidae \| \| \| \| \| \| Therapsida (mamífers i els seus ancestres directes) \| \| \| \| |
|                   | \| \| Sphenacodontidae \| \| \| \| \| \| Therapsida (mamífers i els seus ancestres directes) \| \| \| \| |
|                   | Sphenacodontidae                                                                                         |
|                   | |
|                   | Therapsida (mamífers i els seus ancestres directes)                                                      |
|                   | |

|  | Sphenacodontidae                                    |
|  |                                                     |
|  | Therapsida (mamífers i els seus ancestres directes) |
|  |                                                     |

|                   | Cutleria                                                                                                 |
|                   | |
| Sphenacodontoidea | \| \| Sphenacodontidae \| \| \| \| \| \| Therapsida (mamífers i els seus ancestres directes) \| \| \| \| |
|                   | \| \| Sphenacodontidae \| \| \| \| \| \| Therapsida (mamífers i els seus ancestres directes) \| \| \| \| |
|                   | Sphenacodontidae                                                                                         |
|                   | |
|                   | Therapsida (mamífers i els seus ancestres directes)                                                      |
|                   | |

|  | Sphenacodontidae                                    |
|  |                                                     |
|  | Therapsida (mamífers i els seus ancestres directes) |
|  |                                                     |

|                   | Cutleria                                                                                                 |
|                   | |
| Sphenacodontoidea | \| \| Sphenacodontidae \| \| \| \| \| \| Therapsida (mamífers i els seus ancestres directes) \| \| \| \| |
|                   | \| \| Sphenacodontidae \| \| \| \| \| \| Therapsida (mamífers i els seus ancestres directes) \| \| \| \| |
|                   | Sphenacodontidae                                                                                         |
|                   | |
|                   | Therapsida (mamífers i els seus ancestres directes)                                                      |
|                   | |

|  | Sphenacodontidae                                    |
|  |                                                     |
|  | Therapsida (mamífers i els seus ancestres directes) |
|  |                                                     |

|                   | Cutleria                                                                                                 |
|                   | |
| Sphenacodontoidea | \| \| Sphenacodontidae \| \| \| \| \| \| Therapsida (mamífers i els seus ancestres directes) \| \| \| \| |
|                   | \| \| Sphenacodontidae \| \| \| \| \| \| Therapsida (mamífers i els seus ancestres directes) \| \| \| \| |
|                   | Sphenacodontidae                                                                                         |
|                   | |
|                   | Therapsida (mamífers i els seus ancestres directes)                                                      |
|                   | |

|  | Sphenacodontidae                                    |
|  |                                                     |
|  | Therapsida (mamífers i els seus ancestres directes) |
|  |                                                     |

|                   | Cutleria                                                                                                 |
|                   | |
| Sphenacodontoidea | \| \| Sphenacodontidae \| \| \| \| \| \| Therapsida (mamífers i els seus ancestres directes) \| \| \| \| |
|                   | \| \| Sphenacodontidae \| \| \| \| \| \| Therapsida (mamífers i els seus ancestres directes) \| \| \| \| |
|                   | Sphenacodontidae                                                                                         |
|                   | |
|                   | Therapsida (mamífers i els seus ancestres directes)                                                      |
|                   | |

|  | Sphenacodontidae                                    |
|  |                                                     |
|  | Therapsida (mamífers i els seus ancestres directes) |
|  |                                                     |

|                   | Cutleria                                                                                                 |
|                   | |
| Sphenacodontoidea | \| \| Sphenacodontidae \| \| \| \| \| \| Therapsida (mamífers i els seus ancestres directes) \| \| \| \| |
|                   | \| \| Sphenacodontidae \| \| \| \| \| \| Therapsida (mamífers i els seus ancestres directes) \| \| \| \| |
|                   | Sphenacodontidae                                                                                         |
|                   | |
|                   | Therapsida (mamífers i els seus ancestres directes)                                                      |
|                   | |

|  | Sphenacodontidae                                    |
|  |                                                     |
|  | Therapsida (mamífers i els seus ancestres directes) |
|  |                                                     |

|                   | Cutleria                                                                                                 |
|                   | |
| Sphenacodontoidea | \| \| Sphenacodontidae \| \| \| \| \| \| Therapsida (mamífers i els seus ancestres directes) \| \| \| \| |
|                   | \| \| Sphenacodontidae \| \| \| \| \| \| Therapsida (mamífers i els seus ancestres directes) \| \| \| \| |
|                   | Sphenacodontidae                                                                                         |
|                   | |
|                   | Therapsida (mamífers i els seus ancestres directes)                                                      |
|                   | |

|  | Sphenacodontidae                                    |
|  |                                                     |
|  | Therapsida (mamífers i els seus ancestres directes) |
|  |                                                     |

|                   | Cutleria                                                                                                 |
|                   | |
| Sphenacodontoidea | \| \| Sphenacodontidae \| \| \| \| \| \| Therapsida (mamífers i els seus ancestres directes) \| \| \| \| |
|                   | \| \| Sphenacodontidae \| \| \| \| \| \| Therapsida (mamífers i els seus ancestres directes) \| \| \| \| |
|                   | Sphenacodontidae                                                                                         |
|                   | |
|                   | Therapsida (mamífers i els seus ancestres directes)                                                      |
|                   | |

|  | Sphenacodontidae                                    |
|  |                                                     |
|  | Therapsida (mamífers i els seus ancestres directes) |
|  |                                                     |

|                   | Cutleria                                                                                                 |
|                   | |
| Sphenacodontoidea | \| \| Sphenacodontidae \| \| \| \| \| \| Therapsida (mamífers i els seus ancestres directes) \| \| \| \| |
|                   | \| \| Sphenacodontidae \| \| \| \| \| \| Therapsida (mamífers i els seus ancestres directes) \| \| \| \| |
|                   | Sphenacodontidae                                                                                         |
|                   | |
|                   | Therapsida (mamífers i els seus ancestres directes)                                                      |
|                   | |

|  | Sphenacodontidae                                    |
|  |                                                     |
|  | Therapsida (mamífers i els seus ancestres directes) |
|  |                                                     |

|                   | Cutleria                                                                                                 |
|                   | |
| Sphenacodontoidea | \| \| Sphenacodontidae \| \| \| \| \| \| Therapsida (mamífers i els seus ancestres directes) \| \| \| \| |
|                   | \| \| Sphenacodontidae \| \| \| \| \| \| Therapsida (mamífers i els seus ancestres directes) \| \| \| \| |
|                   | Sphenacodontidae                                                                                         |
|                   | |
|                   | Therapsida (mamífers i els seus ancestres directes)                                                      |
|                   | |

|  | Sphenacodontidae                                    |
|  |                                                     |
|  | Therapsida (mamífers i els seus ancestres directes) |
|  |                                                     |

|                   | Cutleria                                                                                                 |
|                   | |
| Sphenacodontoidea | \| \| Sphenacodontidae \| \| \| \| \| \| Therapsida (mamífers i els seus ancestres directes) \| \| \| \| |
|                   | \| \| Sphenacodontidae \| \| \| \| \| \| Therapsida (mamífers i els seus ancestres directes) \| \| \| \| |
|                   | Sphenacodontidae                                                                                         |
|                   | |
|                   | Therapsida (mamífers i els seus ancestres directes)                                                      |
|                   | |

|  | Sphenacodontidae                                    |
|  |                                                     |
|  | Therapsida (mamífers i els seus ancestres directes) |
|  |                                                     |

|                   | Cutleria                                                                                                 |
|                   | |
| Sphenacodontoidea | \| \| Sphenacodontidae \| \| \| \| \| \| Therapsida (mamífers i els seus ancestres directes) \| \| \| \| |
|                   | \| \| Sphenacodontidae \| \| \| \| \| \| Therapsida (mamífers i els seus ancestres directes) \| \| \| \| |
|                   | Sphenacodontidae                                                                                         |
|                   | |
|                   | Therapsida (mamífers i els seus ancestres directes)                                                      |
|                   | |

|  | Sphenacodontidae                                    |
|  |                                                     |
|  | Therapsida (mamífers i els seus ancestres directes) |
|  |                                                     |

|                   | Cutleria                                                                                                 |
|                   | |
| Sphenacodontoidea | \| \| Sphenacodontidae \| \| \| \| \| \| Therapsida (mamífers i els seus ancestres directes) \| \| \| \| |
|                   | \| \| Sphenacodontidae \| \| \| \| \| \| Therapsida (mamífers i els seus ancestres directes) \| \| \| \| |
|                   | Sphenacodontidae                                                                                         |
|                   | |
|                   | Therapsida (mamífers i els seus ancestres directes)                                                      |
|                   | |

|  | Sphenacodontidae                                    |
|  |                                                     |
|  | Therapsida (mamífers i els seus ancestres directes) |
|  |                                                     |

|                   | Cutleria                                                                                                 |
|                   | |
| Sphenacodontoidea | \| \| Sphenacodontidae \| \| \| \| \| \| Therapsida (mamífers i els seus ancestres directes) \| \| \| \| |
|                   | \| \| Sphenacodontidae \| \| \| \| \| \| Therapsida (mamífers i els seus ancestres directes) \| \| \| \| |
|                   | Sphenacodontidae                                                                                         |
|                   | |
|                   | Therapsida (mamífers i els seus ancestres directes)                                                      |
|                   | |

|  | Sphenacodontidae                                    |
|  |                                                     |
|  | Therapsida (mamífers i els seus ancestres directes) |
|  |                                                     |

|                   | Cutleria                                                                                                 |
|                   | |
| Sphenacodontoidea | \| \| Sphenacodontidae \| \| \| \| \| \| Therapsida (mamífers i els seus ancestres directes) \| \| \| \| |
|                   | \| \| Sphenacodontidae \| \| \| \| \| \| Therapsida (mamífers i els seus ancestres directes) \| \| \| \| |
|                   | Sphenacodontidae                                                                                         |
|                   | |
|                   | Therapsida (mamífers i els seus ancestres directes)                                                      |
|                   | |

|  | Sphenacodontidae                                    |
|  |                                                     |
|  | Therapsida (mamífers i els seus ancestres directes) |
|  |                                                     |

|                   | Cutleria                                                                                                 |
|                   | |
| Sphenacodontoidea | \| \| Sphenacodontidae \| \| \| \| \| \| Therapsida (mamífers i els seus ancestres directes) \| \| \| \| |
|                   | \| \| Sphenacodontidae \| \| \| \| \| \| Therapsida (mamífers i els seus ancestres directes) \| \| \| \| |
|                   | Sphenacodontidae                                                                                         |
|                   | |
|                   | Therapsida (mamífers i els seus ancestres directes)                                                      |
|                   | |

|  | Sphenacodontidae                                    |
|  |                                                     |
|  | Therapsida (mamífers i els seus ancestres directes) |
|  |                                                     |

|                   | Cutleria                                                                                                 |
|                   | |
| Sphenacodontoidea | \| \| Sphenacodontidae \| \| \| \| \| \| Therapsida (mamífers i els seus ancestres directes) \| \| \| \| |
|                   | \| \| Sphenacodontidae \| \| \| \| \| \| Therapsida (mamífers i els seus ancestres directes) \| \| \| \| |
|                   | Sphenacodontidae                                                                                         |
|                   | |
|                   | Therapsida (mamífers i els seus ancestres directes)                                                      |
|                   | |

|  | Sphenacodontidae                                    |
|  |                                                     |
|  | Therapsida (mamífers i els seus ancestres directes) |
|  |                                                     |

|                   | Cutleria                                                                                                 |
|                   | |
| Sphenacodontoidea | \| \| Sphenacodontidae \| \| \| \| \| \| Therapsida (mamífers i els seus ancestres directes) \| \| \| \| |
|                   | \| \| Sphenacodontidae \| \| \| \| \| \| Therapsida (mamífers i els seus ancestres directes) \| \| \| \| |
|                   | Sphenacodontidae                                                                                         |
|                   | |
|                   | Therapsida (mamífers i els seus ancestres directes)                                                      |
|                   | |

|  | Sphenacodontidae                                    |
|  |                                                     |
|  | Therapsida (mamífers i els seus ancestres directes) |
|  |                                                     |

|                   | Cutleria                                                                                                 |
|                   | |
| Sphenacodontoidea | \| \| Sphenacodontidae \| \| \| \| \| \| Therapsida (mamífers i els seus ancestres directes) \| \| \| \| |
|                   | \| \| Sphenacodontidae \| \| \| \| \| \| Therapsida (mamífers i els seus ancestres directes) \| \| \| \| |
|                   | Sphenacodontidae                                                                                         |
|                   | |
|                   | Therapsida (mamífers i els seus ancestres directes)                                                      |
|                   | |

|  | Sphenacodontidae                                    |
|  |                                                     |
|  | Therapsida (mamífers i els seus ancestres directes) |
|  |                                                     |

|                   | Cutleria                                                                                                 |
|                   | |
| Sphenacodontoidea | \| \| Sphenacodontidae \| \| \| \| \| \| Therapsida (mamífers i els seus ancestres directes) \| \| \| \| |
|                   | \| \| Sphenacodontidae \| \| \| \| \| \| Therapsida (mamífers i els seus ancestres directes) \| \| \| \| |
|                   | Sphenacodontidae                                                                                         |
|                   | |
|                   | Therapsida (mamífers i els seus ancestres directes)                                                      |
|                   | |

|  | Sphenacodontidae                                    |
|  |                                                     |
|  | Therapsida (mamífers i els seus ancestres directes) |
|  |                                                     |

|                   | Cutleria                                                                                                 |
|                   | |
| Sphenacodontoidea | \| \| Sphenacodontidae \| \| \| \| \| \| Therapsida (mamífers i els seus ancestres directes) \| \| \| \| |
|                   | \| \| Sphenacodontidae \| \| \| \| \| \| Therapsida (mamífers i els seus ancestres directes) \| \| \| \| |
|                   | Sphenacodontidae                                                                                         |
|                   | |
|                   | Therapsida (mamífers i els seus ancestres directes)                                                      |
|                   | |

|  | Sphenacodontidae                                    |
|  |                                                     |
|  | Therapsida (mamífers i els seus ancestres directes) |
|  |                                                     |

|                   | Cutleria                                                                                                 |
|                   | |
| Sphenacodontoidea | \| \| Sphenacodontidae \| \| \| \| \| \| Therapsida (mamífers i els seus ancestres directes) \| \| \| \| |
|                   | \| \| Sphenacodontidae \| \| \| \| \| \| Therapsida (mamífers i els seus ancestres directes) \| \| \| \| |
|                   | Sphenacodontidae                                                                                         |
|                   | |
|                   | Therapsida (mamífers i els seus ancestres directes)                                                      |
|                   | |

|  | Sphenacodontidae                                    |
|  |                                                     |
|  | Therapsida (mamífers i els seus ancestres directes) |
|  |                                                     |

|                   | Cutleria                                                                                                 |
|                   | |
| Sphenacodontoidea | \| \| Sphenacodontidae \| \| \| \| \| \| Therapsida (mamífers i els seus ancestres directes) \| \| \| \| |
|                   | \| \| Sphenacodontidae \| \| \| \| \| \| Therapsida (mamífers i els seus ancestres directes) \| \| \| \| |
|                   | Sphenacodontidae                                                                                         |
|                   | |
|                   | Therapsida (mamífers i els seus ancestres directes)                                                      |
|                   | |

|  | Sphenacodontidae                                    |
|  |                                                     |
|  | Therapsida (mamífers i els seus ancestres directes) |
|  |                                                     |

|                   | Cutleria                                                                                                 |
|                   | |
| Sphenacodontoidea | \| \| Sphenacodontidae \| \| \| \| \| \| Therapsida (mamífers i els seus ancestres directes) \| \| \| \| |
|                   | \| \| Sphenacodontidae \| \| \| \| \| \| Therapsida (mamífers i els seus ancestres directes) \| \| \| \| |
|                   | Sphenacodontidae                                                                                         |
|                   | |
|                   | Therapsida (mamífers i els seus ancestres directes)                                                      |
|                   | |

|  | Sphenacodontidae                                    |
|  |                                                     |
|  | Therapsida (mamífers i els seus ancestres directes) |
|  |                                                     |

|                   | Cutleria                                                                                                 |
|                   | |
| Sphenacodontoidea | \| \| Sphenacodontidae \| \| \| \| \| \| Therapsida (mamífers i els seus ancestres directes) \| \| \| \| |
|                   | \| \| Sphenacodontidae \| \| \| \| \| \| Therapsida (mamífers i els seus ancestres directes) \| \| \| \| |
|                   | Sphenacodontidae                                                                                         |
|                   | |
|                   | Therapsida (mamífers i els seus ancestres directes)                                                      |
|                   | |

|  | Sphenacodontidae                                    |
|  |                                                     |
|  | Therapsida (mamífers i els seus ancestres directes) |
|  |                                                     |

|                   | Cutleria                                                                                                 |
|                   | |
| Sphenacodontoidea | \| \| Sphenacodontidae \| \| \| \| \| \| Therapsida (mamífers i els seus ancestres directes) \| \| \| \| |
|                   | \| \| Sphenacodontidae \| \| \| \| \| \| Therapsida (mamífers i els seus ancestres directes) \| \| \| \| |
|                   | Sphenacodontidae                                                                                         |
|                   | |
|                   | Therapsida (mamífers i els seus ancestres directes)                                                      |
|                   | |

|  | Sphenacodontidae                                    |
|  |                                                     |
|  | Therapsida (mamífers i els seus ancestres directes) |
|  |                                                     |

|                   | Cutleria                                                                                                 |
|                   | |
| Sphenacodontoidea | \| \| Sphenacodontidae \| \| \| \| \| \| Therapsida (mamífers i els seus ancestres directes) \| \| \| \| |
|                   | \| \| Sphenacodontidae \| \| \| \| \| \| Therapsida (mamífers i els seus ancestres directes) \| \| \| \| |
|                   | Sphenacodontidae                                                                                         |
|                   | |
|                   | Therapsida (mamífers i els seus ancestres directes)                                                      |
|                   | |

|  | Sphenacodontidae                                    |
|  |                                                     |
|  | Therapsida (mamífers i els seus ancestres directes) |
|  |                                                     |

|                   | Cutleria                                                                                                 |
|                   | |
| Sphenacodontoidea | \| \| Sphenacodontidae \| \| \| \| \| \| Therapsida (mamífers i els seus ancestres directes) \| \| \| \| |
|                   | \| \| Sphenacodontidae \| \| \| \| \| \| Therapsida (mamífers i els seus ancestres directes) \| \| \| \| |
|                   | Sphenacodontidae                                                                                         |
|                   | |
|                   | Therapsida (mamífers i els seus ancestres directes)                                                      |
|                   | |

|  | Sphenacodontidae                                    |
|  |                                                     |
|  | Therapsida (mamífers i els seus ancestres directes) |
|  |                                                     |

|                   | Cutleria                                                                                                 |
|                   | |
| Sphenacodontoidea | \| \| Sphenacodontidae \| \| \| \| \| \| Therapsida (mamífers i els seus ancestres directes) \| \| \| \| |
|                   | \| \| Sphenacodontidae \| \| \| \| \| \| Therapsida (mamífers i els seus ancestres directes) \| \| \| \| |
|                   | Sphenacodontidae                                                                                         |
|                   | |
|                   | Therapsida (mamífers i els seus ancestres directes)                                                      |
|                   | |

|  | Sphenacodontidae                                    |
|  |                                                     |
|  | Therapsida (mamífers i els seus ancestres directes) |
|  |                                                     |

|                   | Cutleria                                                                                                 |
|                   | |
| Sphenacodontoidea | \| \| Sphenacodontidae \| \| \| \| \| \| Therapsida (mamífers i els seus ancestres directes) \| \| \| \| |
|                   | \| \| Sphenacodontidae \| \| \| \| \| \| Therapsida (mamífers i els seus ancestres directes) \| \| \| \| |
|                   | Sphenacodontidae                                                                                         |
|                   | |
|                   | Therapsida (mamífers i els seus ancestres directes)                                                      |
|                   | |

|  | Sphenacodontidae                                    |
|  |                                                     |
|  | Therapsida (mamífers i els seus ancestres directes) |
|  |                                                     |

|                   | Cutleria                                                                                                 |
|                   | |
| Sphenacodontoidea | \| \| Sphenacodontidae \| \| \| \| \| \| Therapsida (mamífers i els seus ancestres directes) \| \| \| \| |
|                   | \| \| Sphenacodontidae \| \| \| \| \| \| Therapsida (mamífers i els seus ancestres directes) \| \| \| \| |
|                   | Sphenacodontidae                                                                                         |
|                   | |
|                   | Therapsida (mamífers i els seus ancestres directes)                                                      |
|                   | |

|  | Sphenacodontidae                                    |
|  |                                                     |
|  | Therapsida (mamífers i els seus ancestres directes) |
|  |                                                     |

|                   | Cutleria                                                                                                 |
|                   | |
| Sphenacodontoidea | \| \| Sphenacodontidae \| \| \| \| \| \| Therapsida (mamífers i els seus ancestres directes) \| \| \| \| |
|                   | \| \| Sphenacodontidae \| \| \| \| \| \| Therapsida (mamífers i els seus ancestres directes) \| \| \| \| |
|                   | Sphenacodontidae                                                                                         |
|                   | |
|                   | Therapsida (mamífers i els seus ancestres directes)                                                      |
|                   | |

|  | Sphenacodontidae                                    |
|  |                                                     |
|  | Therapsida (mamífers i els seus ancestres directes) |
|  |                                                     |

|                   | Cutleria                                                                                                 |
|                   | |
| Sphenacodontoidea | \| \| Sphenacodontidae \| \| \| \| \| \| Therapsida (mamífers i els seus ancestres directes) \| \| \| \| |
|                   | \| \| Sphenacodontidae \| \| \| \| \| \| Therapsida (mamífers i els seus ancestres directes) \| \| \| \| |
|                   | Sphenacodontidae                                                                                         |
|                   | |
|                   | Therapsida (mamífers i els seus ancestres directes)                                                      |
|                   | |

|  | Sphenacodontidae                                    |
|  |                                                     |
|  | Therapsida (mamífers i els seus ancestres directes) |
|  |                                                     |

|                   | Cutleria                                                                                                 |
|                   | |
| Sphenacodontoidea | \| \| Sphenacodontidae \| \| \| \| \| \| Therapsida (mamífers i els seus ancestres directes) \| \| \| \| |
|                   | \| \| Sphenacodontidae \| \| \| \| \| \| Therapsida (mamífers i els seus ancestres directes) \| \| \| \| |
|                   | Sphenacodontidae                                                                                         |
|                   | |
|                   | Therapsida (mamífers i els seus ancestres directes)                                                      |
|                   | |

|  | Sphenacodontidae                                    |
|  |                                                     |
|  | Therapsida (mamífers i els seus ancestres directes) |
|  |                                                     |

|                   | Cutleria                                                                                                 |
|                   | |
| Sphenacodontoidea | \| \| Sphenacodontidae \| \| \| \| \| \| Therapsida (mamífers i els seus ancestres directes) \| \| \| \| |
|                   | \| \| Sphenacodontidae \| \| \| \| \| \| Therapsida (mamífers i els seus ancestres directes) \| \| \| \| |
|                   | Sphenacodontidae                                                                                         |
|                   | |
|                   | Therapsida (mamífers i els seus ancestres directes)                                                      |
|                   | |

|  | Sphenacodontidae                                    |
|  |                                                     |
|  | Therapsida (mamífers i els seus ancestres directes) |
|  |                                                     |

|                   | Cutleria                                                                                                 |
|                   | |
| Sphenacodontoidea | \| \| Sphenacodontidae \| \| \| \| \| \| Therapsida (mamífers i els seus ancestres directes) \| \| \| \| |
|                   | \| \| Sphenacodontidae \| \| \| \| \| \| Therapsida (mamífers i els seus ancestres directes) \| \| \| \| |
|                   | Sphenacodontidae                                                                                         |
|                   | |
|                   | Therapsida (mamífers i els seus ancestres directes)                                                      |
|                   | |

|  | Sphenacodontidae                                    |
|  |                                                     |
|  | Therapsida (mamífers i els seus ancestres directes) |
|  |                                                     |

|                   | Cutleria                                                                                                 |
|                   | |
| Sphenacodontoidea | \| \| Sphenacodontidae \| \| \| \| \| \| Therapsida (mamífers i els seus ancestres directes) \| \| \| \| |
|                   | \| \| Sphenacodontidae \| \| \| \| \| \| Therapsida (mamífers i els seus ancestres directes) \| \| \| \| |
|                   | Sphenacodontidae                                                                                         |
|                   | |
|                   | Therapsida (mamífers i els seus ancestres directes)                                                      |
|                   | |

|  | Sphenacodontidae                                    |
|  |                                                     |
|  | Therapsida (mamífers i els seus ancestres directes) |
|  |                                                     |

|                   | Cutleria                                                                                                 |
|                   | |
| Sphenacodontoidea | \| \| Sphenacodontidae \| \| \| \| \| \| Therapsida (mamífers i els seus ancestres directes) \| \| \| \| |
|                   | \| \| Sphenacodontidae \| \| \| \| \| \| Therapsida (mamífers i els seus ancestres directes) \| \| \| \| |
|                   | Sphenacodontidae                                                                                         |
|                   | |
|                   | Therapsida (mamífers i els seus ancestres directes)                                                      |
|                   | |

|  | Sphenacodontidae                                    |
|  |                                                     |
|  | Therapsida (mamífers i els seus ancestres directes) |
|  |                                                     |

|                   | Cutleria                                                                                                 |
|                   | |
| Sphenacodontoidea | \| \| Sphenacodontidae \| \| \| \| \| \| Therapsida (mamífers i els seus ancestres directes) \| \| \| \| |
|                   | \| \| Sphenacodontidae \| \| \| \| \| \| Therapsida (mamífers i els seus ancestres directes) \| \| \| \| |
|                   | Sphenacodontidae                                                                                         |
|                   | |
|                   | Therapsida (mamífers i els seus ancestres directes)                                                      |
|                   | |

|  | Sphenacodontidae                                    |
|  |                                                     |
|  | Therapsida (mamífers i els seus ancestres directes) |
|  |                                                     |

|                   | Cutleria                                                                                                 |
|                   | |
| Sphenacodontoidea | \| \| Sphenacodontidae \| \| \| \| \| \| Therapsida (mamífers i els seus ancestres directes) \| \| \| \| |
|                   | \| \| Sphenacodontidae \| \| \| \| \| \| Therapsida (mamífers i els seus ancestres directes) \| \| \| \| |
|                   | Sphenacodontidae                                                                                         |
|                   | |
|                   | Therapsida (mamífers i els seus ancestres directes)                                                      |
|                   | |

|  | Sphenacodontidae                                    |
|  |                                                     |
|  | Therapsida (mamífers i els seus ancestres directes) |
|  |                                                     |

|                   | Cutleria                                                                                                 |
|                   | |
| Sphenacodontoidea | \| \| Sphenacodontidae \| \| \| \| \| \| Therapsida (mamífers i els seus ancestres directes) \| \| \| \| |
|                   | \| \| Sphenacodontidae \| \| \| \| \| \| Therapsida (mamífers i els seus ancestres directes) \| \| \| \| |
|                   | Sphenacodontidae                                                                                         |
|                   | |
|                   | Therapsida (mamífers i els seus ancestres directes)                                                      |
|                   | |

|  | Sphenacodontidae                                    |
|  |                                                     |
|  | Therapsida (mamífers i els seus ancestres directes) |
|  |                                                     |

|                   | Cutleria                                                                                                 |
|                   | |
| Sphenacodontoidea | \| \| Sphenacodontidae \| \| \| \| \| \| Therapsida (mamífers i els seus ancestres directes) \| \| \| \| |
|                   | \| \| Sphenacodontidae \| \| \| \| \| \| Therapsida (mamífers i els seus ancestres directes) \| \| \| \| |
|                   | Sphenacodontidae                                                                                         |
|                   | |
|                   | Therapsida (mamífers i els seus ancestres directes)                                                      |
|                   | |

|  | Sphenacodontidae                                    |
|  |                                                     |
|  | Therapsida (mamífers i els seus ancestres directes) |
|  |                                                     |

|                   | Cutleria                                                                                                 |
|                   | |
| Sphenacodontoidea | \| \| Sphenacodontidae \| \| \| \| \| \| Therapsida (mamífers i els seus ancestres directes) \| \| \| \| |
|                   | \| \| Sphenacodontidae \| \| \| \| \| \| Therapsida (mamífers i els seus ancestres directes) \| \| \| \| |
|                   | Sphenacodontidae                                                                                         |
|                   | |
|                   | Therapsida (mamífers i els seus ancestres directes)                                                      |
|                   | |

|  | Sphenacodontidae                                    |
|  |                                                     |
|  | Therapsida (mamífers i els seus ancestres directes) |
|  |                                                     |

|                   | Cutleria                                                                                                 |
|                   | |
| Sphenacodontoidea | \| \| Sphenacodontidae \| \| \| \| \| \| Therapsida (mamífers i els seus ancestres directes) \| \| \| \| |
|                   | \| \| Sphenacodontidae \| \| \| \| \| \| Therapsida (mamífers i els seus ancestres directes) \| \| \| \| |
|                   | Sphenacodontidae                                                                                         |
|                   | |
|                   | Therapsida (mamífers i els seus ancestres directes)                                                      |
|                   | |

|  | Sphenacodontidae                                    |
|  |                                                     |
|  | Therapsida (mamífers i els seus ancestres directes) |
|  |                                                     |

|                   | Cutleria                                                                                                 |
|                   | |
| Sphenacodontoidea | \| \| Sphenacodontidae \| \| \| \| \| \| Therapsida (mamífers i els seus ancestres directes) \| \| \| \| |
|                   | \| \| Sphenacodontidae \| \| \| \| \| \| Therapsida (mamífers i els seus ancestres directes) \| \| \| \| |
|                   | Sphenacodontidae                                                                                         |
|                   | |
|                   | Therapsida (mamífers i els seus ancestres directes)                                                      |
|                   | |

|  | Sphenacodontidae                                    |
|  |                                                     |
|  | Therapsida (mamífers i els seus ancestres directes) |
|  |                                                     |

|                   | Cutleria                                                                                                 |
|                   | |
| Sphenacodontoidea | \| \| Sphenacodontidae \| \| \| \| \| \| Therapsida (mamífers i els seus ancestres directes) \| \| \| \| |
|                   | \| \| Sphenacodontidae \| \| \| \| \| \| Therapsida (mamífers i els seus ancestres directes) \| \| \| \| |
|                   | Sphenacodontidae                                                                                         |
|                   | |
|                   | Therapsida (mamífers i els seus ancestres directes)                                                      |
|                   | |

|  | Sphenacodontidae                                    |
|  |                                                     |
|  | Therapsida (mamífers i els seus ancestres directes) |
|  |                                                     |

|                   | Cutleria                                                                                                 |
|                   | |
| Sphenacodontoidea | \| \| Sphenacodontidae \| \| \| \| \| \| Therapsida (mamífers i els seus ancestres directes) \| \| \| \| |
|                   | \| \| Sphenacodontidae \| \| \| \| \| \| Therapsida (mamífers i els seus ancestres directes) \| \| \| \| |
|                   | Sphenacodontidae                                                                                         |
|                   | |
|                   | Therapsida (mamífers i els seus ancestres directes)                                                      |
|                   | |

|  | Sphenacodontidae                                    |
|  |                                                     |
|  | Therapsida (mamífers i els seus ancestres directes) |
|  |                                                     |

|                   | Cutleria                                                                                                 |
|                   | |
| Sphenacodontoidea | \| \| Sphenacodontidae \| \| \| \| \| \| Therapsida (mamífers i els seus ancestres directes) \| \| \| \| |
|                   | \| \| Sphenacodontidae \| \| \| \| \| \| Therapsida (mamífers i els seus ancestres directes) \| \| \| \| |
|                   | Sphenacodontidae                                                                                         |
|                   | |
|                   | Therapsida (mamífers i els seus ancestres directes)                                                      |
|                   | |

|  | Sphenacodontidae                                    |
|  |                                                     |
|  | Therapsida (mamífers i els seus ancestres directes) |
|  |                                                     |

|                   | Cutleria                                                                                                 |
|                   | |
| Sphenacodontoidea | \| \| Sphenacodontidae \| \| \| \| \| \| Therapsida (mamífers i els seus ancestres directes) \| \| \| \| |
|                   | \| \| Sphenacodontidae \| \| \| \| \| \| Therapsida (mamífers i els seus ancestres directes) \| \| \| \| |
|                   | Sphenacodontidae                                                                                         |
|                   | |
|                   | Therapsida (mamífers i els seus ancestres directes)                                                      |
|                   | |

|  | Sphenacodontidae                                    |
|  |                                                     |
|  | Therapsida (mamífers i els seus ancestres directes) |
|  |                                                     |

|                   | Cutleria                                                                                                 |
|                   | |
| Sphenacodontoidea | \| \| Sphenacodontidae \| \| \| \| \| \| Therapsida (mamífers i els seus ancestres directes) \| \| \| \| |
|                   | \| \| Sphenacodontidae \| \| \| \| \| \| Therapsida (mamífers i els seus ancestres directes) \| \| \| \| |
|                   | Sphenacodontidae                                                                                         |
|                   | |
|                   | Therapsida (mamífers i els seus ancestres directes)                                                      |
|                   | |

|  | Sphenacodontidae                                    |
|  |                                                     |
|  | Therapsida (mamífers i els seus ancestres directes) |
|  |                                                     |

|                   | Cutleria                                                                                                 |
|                   | |
| Sphenacodontoidea | \| \| Sphenacodontidae \| \| \| \| \| \| Therapsida (mamífers i els seus ancestres directes) \| \| \| \| |
|                   | \| \| Sphenacodontidae \| \| \| \| \| \| Therapsida (mamífers i els seus ancestres directes) \| \| \| \| |
|                   | Sphenacodontidae                                                                                         |
|                   | |
|                   | Therapsida (mamífers i els seus ancestres directes)                                                      |
|                   | |

|  | Sphenacodontidae                                    |
|  |                                                     |
|  | Therapsida (mamífers i els seus ancestres directes) |
|  |                                                     |

|                   | Cutleria                                                                                                 |
|                   | |
| Sphenacodontoidea | \| \| Sphenacodontidae \| \| \| \| \| \| Therapsida (mamífers i els seus ancestres directes) \| \| \| \| |
|                   | \| \| Sphenacodontidae \| \| \| \| \| \| Therapsida (mamífers i els seus ancestres directes) \| \| \| \| |
|                   | Sphenacodontidae                                                                                         |
|                   | |
|                   | Therapsida (mamífers i els seus ancestres directes)                                                      |
|                   | |

|  | Sphenacodontidae                                    |
|  |                                                     |
|  | Therapsida (mamífers i els seus ancestres directes) |
|  |                                                     |

|                   | Cutleria                                                                                                 |
|                   | |
| Sphenacodontoidea | \| \| Sphenacodontidae \| \| \| \| \| \| Therapsida (mamífers i els seus ancestres directes) \| \| \| \| |
|                   | \| \| Sphenacodontidae \| \| \| \| \| \| Therapsida (mamífers i els seus ancestres directes) \| \| \| \| |
|                   | Sphenacodontidae                                                                                         |
|                   | |
|                   | Therapsida (mamífers i els seus ancestres directes)                                                      |
|                   | |

|  | Sphenacodontidae                                    |
|  |                                                     |
|  | Therapsida (mamífers i els seus ancestres directes) |
|  |                                                     |

|                   | Cutleria                                                                                                 |
|                   | |
| Sphenacodontoidea | \| \| Sphenacodontidae \| \| \| \| \| \| Therapsida (mamífers i els seus ancestres directes) \| \| \| \| |
|                   | \| \| Sphenacodontidae \| \| \| \| \| \| Therapsida (mamífers i els seus ancestres directes) \| \| \| \| |
|                   | Sphenacodontidae                                                                                         |
|                   | |
|                   | Therapsida (mamífers i els seus ancestres directes)                                                      |
|                   | |

|  | Sphenacodontidae                                    |
|  |                                                     |
|  | Therapsida (mamífers i els seus ancestres directes) |
|  |                                                     |

|                   | Cutleria                                                                                                 |
|                   | |
| Sphenacodontoidea | \| \| Sphenacodontidae \| \| \| \| \| \| Therapsida (mamífers i els seus ancestres directes) \| \| \| \| |
|                   | \| \| Sphenacodontidae \| \| \| \| \| \| Therapsida (mamífers i els seus ancestres directes) \| \| \| \| |
|                   | Sphenacodontidae                                                                                         |
|                   | |
|                   | Therapsida (mamífers i els seus ancestres directes)                                                      |
|                   | |

|  | Sphenacodontidae                                    |
|  |                                                     |
|  | Therapsida (mamífers i els seus ancestres directes) |
|  |                                                     |

|                   | Cutleria                                                                                                 |
|                   | |
| Sphenacodontoidea | \| \| Sphenacodontidae \| \| \| \| \| \| Therapsida (mamífers i els seus ancestres directes) \| \| \| \| |
|                   | \| \| Sphenacodontidae \| \| \| \| \| \| Therapsida (mamífers i els seus ancestres directes) \| \| \| \| |
|                   | Sphenacodontidae                                                                                         |
|                   | |
|                   | Therapsida (mamífers i els seus ancestres directes)                                                      |
|                   | |

|  | Sphenacodontidae                                    |
|  |                                                     |
|  | Therapsida (mamífers i els seus ancestres directes) |
|  |                                                     |

|                   | Cutleria                                                                                                 |
|                   | |
| Sphenacodontoidea | \| \| Sphenacodontidae \| \| \| \| \| \| Therapsida (mamífers i els seus ancestres directes) \| \| \| \| |
|                   | \| \| Sphenacodontidae \| \| \| \| \| \| Therapsida (mamífers i els seus ancestres directes) \| \| \| \| |
|                   | Sphenacodontidae                                                                                         |
|                   | |
|                   | Therapsida (mamífers i els seus ancestres directes)                                                      |
|                   | |

|  | Sphenacodontidae                                    |
|  |                                                     |
|  | Therapsida (mamífers i els seus ancestres directes) |
|  |                                                     |

|                   | Cutleria                                                                                                 |
|                   | |
| Sphenacodontoidea | \| \| Sphenacodontidae \| \| \| \| \| \| Therapsida (mamífers i els seus ancestres directes) \| \| \| \| |
|                   | \| \| Sphenacodontidae \| \| \| \| \| \| Therapsida (mamífers i els seus ancestres directes) \| \| \| \| |
|                   | Sphenacodontidae                                                                                         |
|                   | |
|                   | Therapsida (mamífers i els seus ancestres directes)                                                      |
|                   | |

|  | Sphenacodontidae                                    |
|  |                                                     |
|  | Therapsida (mamífers i els seus ancestres directes) |
|  |                                                     |

|                   | Cutleria                                                                                                 |
|                   | |
| Sphenacodontoidea | \| \| Sphenacodontidae \| \| \| \| \| \| Therapsida (mamífers i els seus ancestres directes) \| \| \| \| |
|                   | \| \| Sphenacodontidae \| \| \| \| \| \| Therapsida (mamífers i els seus ancestres directes) \| \| \| \| |
|                   | Sphenacodontidae                                                                                         |
|                   | |
|                   | Therapsida (mamífers i els seus ancestres directes)                                                      |
|                   | |

|  | Sphenacodontidae                                    |
|  |                                                     |
|  | Therapsida (mamífers i els seus ancestres directes) |
|  |                                                     |

|                   | Cutleria                                                                                                 |
|                   | |
| Sphenacodontoidea | \| \| Sphenacodontidae \| \| \| \| \| \| Therapsida (mamífers i els seus ancestres directes) \| \| \| \| |
|                   | \| \| Sphenacodontidae \| \| \| \| \| \| Therapsida (mamífers i els seus ancestres directes) \| \| \| \| |
|                   | Sphenacodontidae                                                                                         |
|                   | |
|                   | Therapsida (mamífers i els seus ancestres directes)                                                      |
|                   | |

|  | Sphenacodontidae                                    |
|  |                                                     |
|  | Therapsida (mamífers i els seus ancestres directes) |
|  |                                                     |

|                   | Cutleria                                                                                                 |
|                   | |
| Sphenacodontoidea | \| \| Sphenacodontidae \| \| \| \| \| \| Therapsida (mamífers i els seus ancestres directes) \| \| \| \| |
|                   | \| \| Sphenacodontidae \| \| \| \| \| \| Therapsida (mamífers i els seus ancestres directes) \| \| \| \| |
|                   | Sphenacodontidae                                                                                         |
|                   | |
|                   | Therapsida (mamífers i els seus ancestres directes)                                                      |
|                   | |

|  | Sphenacodontidae                                    |
|  |                                                     |
|  | Therapsida (mamífers i els seus ancestres directes) |
|  |                                                     |

|                   | Cutleria                                                                                                 |
|                   | |
| Sphenacodontoidea | \| \| Sphenacodontidae \| \| \| \| \| \| Therapsida (mamífers i els seus ancestres directes) \| \| \| \| |
|                   | \| \| Sphenacodontidae \| \| \| \| \| \| Therapsida (mamífers i els seus ancestres directes) \| \| \| \| |
|                   | Sphenacodontidae                                                                                         |
|                   | |
|                   | Therapsida (mamífers i els seus ancestres directes)                                                      |
|                   | |

|  | Sphenacodontidae                                    |
|  |                                                     |
|  | Therapsida (mamífers i els seus ancestres directes) |
|  |                                                     |

|                   | Cutleria                                                                                                 |
|                   | |
| Sphenacodontoidea | \| \| Sphenacodontidae \| \| \| \| \| \| Therapsida (mamífers i els seus ancestres directes) \| \| \| \| |
|                   | \| \| Sphenacodontidae \| \| \| \| \| \| Therapsida (mamífers i els seus ancestres directes) \| \| \| \| |
|                   | Sphenacodontidae                                                                                         |
|                   | |
|                   | Therapsida (mamífers i els seus ancestres directes)                                                      |
|                   | |

|  | Sphenacodontidae                                    |
|  |                                                     |
|  | Therapsida (mamífers i els seus ancestres directes) |
|  |                                                     |

|                   | Cutleria                                                                                                 |
|                   | |
| Sphenacodontoidea | \| \| Sphenacodontidae \| \| \| \| \| \| Therapsida (mamífers i els seus ancestres directes) \| \| \| \| |
|                   | \| \| Sphenacodontidae \| \| \| \| \| \| Therapsida (mamífers i els seus ancestres directes) \| \| \| \| |
|                   | Sphenacodontidae                                                                                         |
|                   | |
|                   | Therapsida (mamífers i els seus ancestres directes)                                                      |
|                   | |

|  | Sphenacodontidae                                    |
|  |                                                     |
|  | Therapsida (mamífers i els seus ancestres directes) |
|  |                                                     |

|                   | Cutleria                                                                                                 |
|                   | |
| Sphenacodontoidea | \| \| Sphenacodontidae \| \| \| \| \| \| Therapsida (mamífers i els seus ancestres directes) \| \| \| \| |
|                   | \| \| Sphenacodontidae \| \| \| \| \| \| Therapsida (mamífers i els seus ancestres directes) \| \| \| \| |
|                   | Sphenacodontidae                                                                                         |
|                   | |
|                   | Therapsida (mamífers i els seus ancestres directes)                                                      |
|                   | |

|  | Sphenacodontidae                                    |
|  |                                                     |
|  | Therapsida (mamífers i els seus ancestres directes) |
|  |                                                     |

|                   | Cutleria                                                                                                 |
|                   | |
| Sphenacodontoidea | \| \| Sphenacodontidae \| \| \| \| \| \| Therapsida (mamífers i els seus ancestres directes) \| \| \| \| |
|                   | \| \| Sphenacodontidae \| \| \| \| \| \| Therapsida (mamífers i els seus ancestres directes) \| \| \| \| |
|                   | Sphenacodontidae                                                                                         |
|                   | |
|                   | Therapsida (mamífers i els seus ancestres directes)                                                      |
|                   | |

|  | Sphenacodontidae                                    |
|  |                                                     |
|  | Therapsida (mamífers i els seus ancestres directes) |
|  |                                                     |

|                   | Cutleria                                                                                                 |
|                   | |
| Sphenacodontoidea | \| \| Sphenacodontidae \| \| \| \| \| \| Therapsida (mamífers i els seus ancestres directes) \| \| \| \| |
|                   | \| \| Sphenacodontidae \| \| \| \| \| \| Therapsida (mamífers i els seus ancestres directes) \| \| \| \| |
|                   | Sphenacodontidae                                                                                         |
|                   | |
|                   | Therapsida (mamífers i els seus ancestres directes)                                                      |
|                   | |

|  | Sphenacodontidae                                    |
|  |                                                     |
|  | Therapsida (mamífers i els seus ancestres directes) |
|  |                                                     |

|                   | Cutleria                                                                                                 |
|                   | |
| Sphenacodontoidea | \| \| Sphenacodontidae \| \| \| \| \| \| Therapsida (mamífers i els seus ancestres directes) \| \| \| \| |
|                   | \| \| Sphenacodontidae \| \| \| \| \| \| Therapsida (mamífers i els seus ancestres directes) \| \| \| \| |
|                   | Sphenacodontidae                                                                                         |
|                   | |
|                   | Therapsida (mamífers i els seus ancestres directes)                                                      |
|                   | |

|  | Sphenacodontidae                                    |
|  |                                                     |
|  | Therapsida (mamífers i els seus ancestres directes) |
|  |                                                     |

|                   | Cutleria                                                                                                 |
|                   | |
| Sphenacodontoidea | \| \| Sphenacodontidae \| \| \| \| \| \| Therapsida (mamífers i els seus ancestres directes) \| \| \| \| |
|                   | \| \| Sphenacodontidae \| \| \| \| \| \| Therapsida (mamífers i els seus ancestres directes) \| \| \| \| |
|                   | Sphenacodontidae                                                                                         |
|                   | |
|                   | Therapsida (mamífers i els seus ancestres directes)                                                      |
|                   | |

|  | Sphenacodontidae                                    |
|  |                                                     |
|  | Therapsida (mamífers i els seus ancestres directes) |
|  |                                                     |

|                   | Cutleria                                                                                                 |
|                   | |
| Sphenacodontoidea | \| \| Sphenacodontidae \| \| \| \| \| \| Therapsida (mamífers i els seus ancestres directes) \| \| \| \| |
|                   | \| \| Sphenacodontidae \| \| \| \| \| \| Therapsida (mamífers i els seus ancestres directes) \| \| \| \| |
|                   | Sphenacodontidae                                                                                         |
|                   | |
|                   | Therapsida (mamífers i els seus ancestres directes)                                                      |
|                   | |

|  | Sphenacodontidae                                    |
|  |                                                     |
|  | Therapsida (mamífers i els seus ancestres directes) |
|  |                                                     |

|                   | Cutleria                                                                                                 |
|                   | |
| Sphenacodontoidea | \| \| Sphenacodontidae \| \| \| \| \| \| Therapsida (mamífers i els seus ancestres directes) \| \| \| \| |
|                   | \| \| Sphenacodontidae \| \| \| \| \| \| Therapsida (mamífers i els seus ancestres directes) \| \| \| \| |
|                   | Sphenacodontidae                                                                                         |
|                   | |
|                   | Therapsida (mamífers i els seus ancestres directes)                                                      |
|                   | |

|  | Sphenacodontidae                                    |
|  |                                                     |
|  | Therapsida (mamífers i els seus ancestres directes) |
|  |                                                     |

|                   | Cutleria                                                                                                 |
|                   | |
| Sphenacodontoidea | \| \| Sphenacodontidae \| \| \| \| \| \| Therapsida (mamífers i els seus ancestres directes) \| \| \| \| |
|                   | \| \| Sphenacodontidae \| \| \| \| \| \| Therapsida (mamífers i els seus ancestres directes) \| \| \| \| |
|                   | Sphenacodontidae                                                                                         |
|                   | |
|                   | Therapsida (mamífers i els seus ancestres directes)                                                      |
|                   | |

|  | Sphenacodontidae                                    |
|  |                                                     |
|  | Therapsida (mamífers i els seus ancestres directes) |
|  |                                                     |

|                   | Cutleria                                                                                                 |
|                   | |
| Sphenacodontoidea | \| \| Sphenacodontidae \| \| \| \| \| \| Therapsida (mamífers i els seus ancestres directes) \| \| \| \| |
|                   | \| \| Sphenacodontidae \| \| \| \| \| \| Therapsida (mamífers i els seus ancestres directes) \| \| \| \| |
|                   | Sphenacodontidae                                                                                         |
|                   | |
|                   | Therapsida (mamífers i els seus ancestres directes)                                                      |
|                   | |

|  | Sphenacodontidae                                    |
|  |                                                     |
|  | Therapsida (mamífers i els seus ancestres directes) |
|  |                                                     |

|                   | Cutleria                                                                                                 |
|                   | |
| Sphenacodontoidea | \| \| Sphenacodontidae \| \| \| \| \| \| Therapsida (mamífers i els seus ancestres directes) \| \| \| \| |
|                   | \| \| Sphenacodontidae \| \| \| \| \| \| Therapsida (mamífers i els seus ancestres directes) \| \| \| \| |
|                   | Sphenacodontidae                                                                                         |
|                   | |
|                   | Therapsida (mamífers i els seus ancestres directes)                                                      |
|                   | |

|  | Sphenacodontidae                                    |
|  |                                                     |
|  | Therapsida (mamífers i els seus ancestres directes) |
|  |                                                     |

|                   | Cutleria                                                                                                 |
|                   | |
| Sphenacodontoidea | \| \| Sphenacodontidae \| \| \| \| \| \| Therapsida (mamífers i els seus ancestres directes) \| \| \| \| |
|                   | \| \| Sphenacodontidae \| \| \| \| \| \| Therapsida (mamífers i els seus ancestres directes) \| \| \| \| |
|                   | Sphenacodontidae                                                                                         |
|                   | |
|                   | Therapsida (mamífers i els seus ancestres directes)                                                      |
|                   | |

|  | Sphenacodontidae                                    |
|  |                                                     |
|  | Therapsida (mamífers i els seus ancestres directes) |
|  |                                                     |

|                   | Cutleria                                                                                                 |
|                   | |
| Sphenacodontoidea | \| \| Sphenacodontidae \| \| \| \| \| \| Therapsida (mamífers i els seus ancestres directes) \| \| \| \| |
|                   | \| \| Sphenacodontidae \| \| \| \| \| \| Therapsida (mamífers i els seus ancestres directes) \| \| \| \| |
|                   | Sphenacodontidae                                                                                         |
|                   | |
|                   | Therapsida (mamífers i els seus ancestres directes)                                                      |
|                   | |

|  | Sphenacodontidae                                    |
|  |                                                     |
|  | Therapsida (mamífers i els seus ancestres directes) |
|  |                                                     |

|                   | Cutleria                                                                                                 |
|                   | |
| Sphenacodontoidea | \| \| Sphenacodontidae \| \| \| \| \| \| Therapsida (mamífers i els seus ancestres directes) \| \| \| \| |
|                   | \| \| Sphenacodontidae \| \| \| \| \| \| Therapsida (mamífers i els seus ancestres directes) \| \| \| \| |
|                   | Sphenacodontidae                                                                                         |
|                   | |
|                   | Therapsida (mamífers i els seus ancestres directes)                                                      |
|                   | |

|  | Sphenacodontidae                                    |
|  |                                                     |
|  | Therapsida (mamífers i els seus ancestres directes) |
|  |                                                     |

|                   | Cutleria                                                                                                 |
|                   | |
| Sphenacodontoidea | \| \| Sphenacodontidae \| \| \| \| \| \| Therapsida (mamífers i els seus ancestres directes) \| \| \| \| |
|                   | \| \| Sphenacodontidae \| \| \| \| \| \| Therapsida (mamífers i els seus ancestres directes) \| \| \| \| |
|                   | Sphenacodontidae                                                                                         |
|                   | |
|                   | Therapsida (mamífers i els seus ancestres directes)                                                      |
|                   | |

|  | Sphenacodontidae                                    |
|  |                                                     |
|  | Therapsida (mamífers i els seus ancestres directes) |
|  |                                                     |

|                   | Cutleria                                                                                                 |
|                   | |
| Sphenacodontoidea | \| \| Sphenacodontidae \| \| \| \| \| \| Therapsida (mamífers i els seus ancestres directes) \| \| \| \| |
|                   | \| \| Sphenacodontidae \| \| \| \| \| \| Therapsida (mamífers i els seus ancestres directes) \| \| \| \| |
|                   | Sphenacodontidae                                                                                         |
|                   | |
|                   | Therapsida (mamífers i els seus ancestres directes)                                                      |
|                   | |

|  | Sphenacodontidae                                    |
|  |                                                     |
|  | Therapsida (mamífers i els seus ancestres directes) |
|  |                                                     |

|                   | Cutleria                                                                                                 |
|                   | |
| Sphenacodontoidea | \| \| Sphenacodontidae \| \| \| \| \| \| Therapsida (mamífers i els seus ancestres directes) \| \| \| \| |
|                   | \| \| Sphenacodontidae \| \| \| \| \| \| Therapsida (mamífers i els seus ancestres directes) \| \| \| \| |
|                   | Sphenacodontidae                                                                                         |
|                   | |
|                   | Therapsida (mamífers i els seus ancestres directes)                                                      |
|                   | |

|  | Sphenacodontidae                                    |
|  |                                                     |
|  | Therapsida (mamífers i els seus ancestres directes) |
|  |                                                     |

|                   | Cutleria                                                                                                 |
|                   | |
| Sphenacodontoidea | \| \| Sphenacodontidae \| \| \| \| \| \| Therapsida (mamífers i els seus ancestres directes) \| \| \| \| |
|                   | \| \| Sphenacodontidae \| \| \| \| \| \| Therapsida (mamífers i els seus ancestres directes) \| \| \| \| |
|                   | Sphenacodontidae                                                                                         |
|                   | |
|                   | Therapsida (mamífers i els seus ancestres directes)                                                      |
|                   | |

|  | Sphenacodontidae                                    |
|  |                                                     |
|  | Therapsida (mamífers i els seus ancestres directes) |
|  |                                                     |

|                   | Cutleria                                                                                                 |
|                   | |
| Sphenacodontoidea | \| \| Sphenacodontidae \| \| \| \| \| \| Therapsida (mamífers i els seus ancestres directes) \| \| \| \| |
|                   | \| \| Sphenacodontidae \| \| \| \| \| \| Therapsida (mamífers i els seus ancestres directes) \| \| \| \| |
|                   | Sphenacodontidae                                                                                         |
|                   | |
|                   | Therapsida (mamífers i els seus ancestres directes)                                                      |
|                   | |

|  | Sphenacodontidae                                    |
|  |                                                     |
|  | Therapsida (mamífers i els seus ancestres directes) |
|  |                                                     |

|                   | Cutleria                                                                                                 |
|                   | |
| Sphenacodontoidea | \| \| Sphenacodontidae \| \| \| \| \| \| Therapsida (mamífers i els seus ancestres directes) \| \| \| \| |
|                   | \| \| Sphenacodontidae \| \| \| \| \| \| Therapsida (mamífers i els seus ancestres directes) \| \| \| \| |
|                   | Sphenacodontidae                                                                                         |
|                   | |
|                   | Therapsida (mamífers i els seus ancestres directes)                                                      |
|                   | |

|  | Sphenacodontidae                                    |
|  |                                                     |
|  | Therapsida (mamífers i els seus ancestres directes) |
|  |                                                     |

|                   | Cutleria                                                                                                 |
|                   | |
| Sphenacodontoidea | \| \| Sphenacodontidae \| \| \| \| \| \| Therapsida (mamífers i els seus ancestres directes) \| \| \| \| |
|                   | \| \| Sphenacodontidae \| \| \| \| \| \| Therapsida (mamífers i els seus ancestres directes) \| \| \| \| |
|                   | Sphenacodontidae                                                                                         |
|                   | |
|                   | Therapsida (mamífers i els seus ancestres directes)                                                      |
|                   | |

|  | Sphenacodontidae                                    |
|  |                                                     |
|  | Therapsida (mamífers i els seus ancestres directes) |
|  |                                                     |

|                   | Cutleria                                                                                                 |
|                   | |
| Sphenacodontoidea | \| \| Sphenacodontidae \| \| \| \| \| \| Therapsida (mamífers i els seus ancestres directes) \| \| \| \| |
|                   | \| \| Sphenacodontidae \| \| \| \| \| \| Therapsida (mamífers i els seus ancestres directes) \| \| \| \| |
|                   | Sphenacodontidae                                                                                         |
|                   | |
|                   | Therapsida (mamífers i els seus ancestres directes)                                                      |
|                   | |

|  | Sphenacodontidae                                    |
|  |                                                     |
|  | Therapsida (mamífers i els seus ancestres directes) |
|  |                                                     |

|                   | Cutleria                                                                                                 |
|                   | |
| Sphenacodontoidea | \| \| Sphenacodontidae \| \| \| \| \| \| Therapsida (mamífers i els seus ancestres directes) \| \| \| \| |
|                   | \| \| Sphenacodontidae \| \| \| \| \| \| Therapsida (mamífers i els seus ancestres directes) \| \| \| \| |
|                   | Sphenacodontidae                                                                                         |
|                   | |
|                   | Therapsida (mamífers i els seus ancestres directes)                                                      |
|                   | |

|  | Sphenacodontidae                                    |
|  |                                                     |
|  | Therapsida (mamífers i els seus ancestres directes) |
|  |                                                     |

|                   | Cutleria                                                                                                 |
|                   | |
| Sphenacodontoidea | \| \| Sphenacodontidae \| \| \| \| \| \| Therapsida (mamífers i els seus ancestres directes) \| \| \| \| |
|                   | \| \| Sphenacodontidae \| \| \| \| \| \| Therapsida (mamífers i els seus ancestres directes) \| \| \| \| |
|                   | Sphenacodontidae                                                                                         |
|                   | |
|                   | Therapsida (mamífers i els seus ancestres directes)                                                      |
|                   | |

|  | Sphenacodontidae                                    |
|  |                                                     |
|  | Therapsida (mamífers i els seus ancestres directes) |
|  |                                                     |

|                   | Cutleria                                                                                                 |
|                   | |
| Sphenacodontoidea | \| \| Sphenacodontidae \| \| \| \| \| \| Therapsida (mamífers i els seus ancestres directes) \| \| \| \| |
|                   | \| \| Sphenacodontidae \| \| \| \| \| \| Therapsida (mamífers i els seus ancestres directes) \| \| \| \| |
|                   | Sphenacodontidae                                                                                         |
|                   | |
|                   | Therapsida (mamífers i els seus ancestres directes)                                                      |
|                   | |

|  | Sphenacodontidae                                    |
|  |                                                     |
|  | Therapsida (mamífers i els seus ancestres directes) |
|  |                                                     |

|                   | Cutleria                                                                                                 |
|                   | |
| Sphenacodontoidea | \| \| Sphenacodontidae \| \| \| \| \| \| Therapsida (mamífers i els seus ancestres directes) \| \| \| \| |
|                   | \| \| Sphenacodontidae \| \| \| \| \| \| Therapsida (mamífers i els seus ancestres directes) \| \| \| \| |
|                   | Sphenacodontidae                                                                                         |
|                   | |
|                   | Therapsida (mamífers i els seus ancestres directes)                                                      |
|                   | |

|  | Sphenacodontidae                                    |
|  |                                                     |
|  | Therapsida (mamífers i els seus ancestres directes) |
|  |                                                     |

|                   | Cutleria                                                                                                 |
|                   | |
| Sphenacodontoidea | \| \| Sphenacodontidae \| \| \| \| \| \| Therapsida (mamífers i els seus ancestres directes) \| \| \| \| |
|                   | \| \| Sphenacodontidae \| \| \| \| \| \| Therapsida (mamífers i els seus ancestres directes) \| \| \| \| |
|                   | Sphenacodontidae                                                                                         |
|                   | |
|                   | Therapsida (mamífers i els seus ancestres directes)                                                      |
|                   | |

|  | Sphenacodontidae                                    |
|  |                                                     |
|  | Therapsida (mamífers i els seus ancestres directes) |
|  |                                                     |

|                   | Cutleria                                                                                                 |
|                   | |
| Sphenacodontoidea | \| \| Sphenacodontidae \| \| \| \| \| \| Therapsida (mamífers i els seus ancestres directes) \| \| \| \| |
|                   | \| \| Sphenacodontidae \| \| \| \| \| \| Therapsida (mamífers i els seus ancestres directes) \| \| \| \| |
|                   | Sphenacodontidae                                                                                         |
|                   | |
|                   | Therapsida (mamífers i els seus ancestres directes)                                                      |
|                   | |

|  | Sphenacodontidae                                    |
|  |                                                     |
|  | Therapsida (mamífers i els seus ancestres directes) |
|  |                                                     |

|                   | Cutleria                                                                                                 |
|                   | |
| Sphenacodontoidea | \| \| Sphenacodontidae \| \| \| \| \| \| Therapsida (mamífers i els seus ancestres directes) \| \| \| \| |
|                   | \| \| Sphenacodontidae \| \| \| \| \| \| Therapsida (mamífers i els seus ancestres directes) \| \| \| \| |
|                   | Sphenacodontidae                                                                                         |
|                   | |
|                   | Therapsida (mamífers i els seus ancestres directes)                                                      |
|                   | |

|  | Sphenacodontidae                                    |
|  |                                                     |
|  | Therapsida (mamífers i els seus ancestres directes) |
|  |                                                     |

|                   | Cutleria                                                                                                 |
|                   | |
| Sphenacodontoidea | \| \| Sphenacodontidae \| \| \| \| \| \| Therapsida (mamífers i els seus ancestres directes) \| \| \| \| |
|                   | \| \| Sphenacodontidae \| \| \| \| \| \| Therapsida (mamífers i els seus ancestres directes) \| \| \| \| |
|                   | Sphenacodontidae                                                                                         |
|                   | |
|                   | Therapsida (mamífers i els seus ancestres directes)                                                      |
|                   | |

|  | Sphenacodontidae                                    |
|  |                                                     |
|  | Therapsida (mamífers i els seus ancestres directes) |
|  |                                                     |

|                   | Cutleria                                                                                                 |
|                   | |
| Sphenacodontoidea | \| \| Sphenacodontidae \| \| \| \| \| \| Therapsida (mamífers i els seus ancestres directes) \| \| \| \| |
|                   | \| \| Sphenacodontidae \| \| \| \| \| \| Therapsida (mamífers i els seus ancestres directes) \| \| \| \| |
|                   | Sphenacodontidae                                                                                         |
|                   | |
|                   | Therapsida (mamífers i els seus ancestres directes)                                                      |
|                   | |

|  | Sphenacodontidae                                    |
|  |                                                     |
|  | Therapsida (mamífers i els seus ancestres directes) |
|  |                                                     |

|                   | Cutleria                                                                                                 |
|                   | |
| Sphenacodontoidea | \| \| Sphenacodontidae \| \| \| \| \| \| Therapsida (mamífers i els seus ancestres directes) \| \| \| \| |
|                   | \| \| Sphenacodontidae \| \| \| \| \| \| Therapsida (mamífers i els seus ancestres directes) \| \| \| \| |
|                   | Sphenacodontidae                                                                                         |
|                   | |
|                   | Therapsida (mamífers i els seus ancestres directes)                                                      |
|                   | |

|  | Sphenacodontidae                                    |
|  |                                                     |
|  | Therapsida (mamífers i els seus ancestres directes) |
|  |                                                     |

|                   | Cutleria                                                                                                 |
|                   | |
| Sphenacodontoidea | \| \| Sphenacodontidae \| \| \| \| \| \| Therapsida (mamífers i els seus ancestres directes) \| \| \| \| |
|                   | \| \| Sphenacodontidae \| \| \| \| \| \| Therapsida (mamífers i els seus ancestres directes) \| \| \| \| |
|                   | Sphenacodontidae                                                                                         |
|                   | |
|                   | Therapsida (mamífers i els seus ancestres directes)                                                      |
|                   | |

|  | Sphenacodontidae                                    |
|  |                                                     |
|  | Therapsida (mamífers i els seus ancestres directes) |
|  |                                                     |

|                   | Cutleria                                                                                                 |
|                   | |
| Sphenacodontoidea | \| \| Sphenacodontidae \| \| \| \| \| \| Therapsida (mamífers i els seus ancestres directes) \| \| \| \| |
|                   | \| \| Sphenacodontidae \| \| \| \| \| \| Therapsida (mamífers i els seus ancestres directes) \| \| \| \| |
|                   | Sphenacodontidae                                                                                         |
|                   | |
|                   | Therapsida (mamífers i els seus ancestres directes)                                                      |
|                   | |

|  | Sphenacodontidae                                    |
|  |                                                     |
|  | Therapsida (mamífers i els seus ancestres directes) |
|  |                                                     |

|                   | Cutleria                                                                                                 |
|                   | |
| Sphenacodontoidea | \| \| Sphenacodontidae \| \| \| \| \| \| Therapsida (mamífers i els seus ancestres directes) \| \| \| \| |
|                   | \| \| Sphenacodontidae \| \| \| \| \| \| Therapsida (mamífers i els seus ancestres directes) \| \| \| \| |
|                   | Sphenacodontidae                                                                                         |
|                   | |
|                   | Therapsida (mamífers i els seus ancestres directes)                                                      |
|                   | |

|  | Sphenacodontidae                                    |
|  |                                                     |
|  | Therapsida (mamífers i els seus ancestres directes) |
|  |                                                     |

|                   | Cutleria                                                                                                 |
|                   | |
| Sphenacodontoidea | \| \| Sphenacodontidae \| \| \| \| \| \| Therapsida (mamífers i els seus ancestres directes) \| \| \| \| |
|                   | \| \| Sphenacodontidae \| \| \| \| \| \| Therapsida (mamífers i els seus ancestres directes) \| \| \| \| |
|                   | Sphenacodontidae                                                                                         |
|                   | |
|                   | Therapsida (mamífers i els seus ancestres directes)                                                      |
|                   | |

|  | Sphenacodontidae                                    |
|  |                                                     |
|  | Therapsida (mamífers i els seus ancestres directes) |
|  |                                                     |

|                   | Cutleria                                                                                                 |
|                   | |
| Sphenacodontoidea | \| \| Sphenacodontidae \| \| \| \| \| \| Therapsida (mamífers i els seus ancestres directes) \| \| \| \| |
|                   | \| \| Sphenacodontidae \| \| \| \| \| \| Therapsida (mamífers i els seus ancestres directes) \| \| \| \| |
|                   | Sphenacodontidae                                                                                         |
|                   | |
|                   | Therapsida (mamífers i els seus ancestres directes)                                                      |
|                   | |

|  | Sphenacodontidae                                    |
|  |                                                     |
|  | Therapsida (mamífers i els seus ancestres directes) |
|  |                                                     |

|                   | Cutleria                                                                                                 |
|                   | |
| Sphenacodontoidea | \| \| Sphenacodontidae \| \| \| \| \| \| Therapsida (mamífers i els seus ancestres directes) \| \| \| \| |
|                   | \| \| Sphenacodontidae \| \| \| \| \| \| Therapsida (mamífers i els seus ancestres directes) \| \| \| \| |
|                   | Sphenacodontidae                                                                                         |
|                   | |
|                   | Therapsida (mamífers i els seus ancestres directes)                                                      |
|                   | |

|  | Sphenacodontidae                                    |
|  |                                                     |
|  | Therapsida (mamífers i els seus ancestres directes) |
|  |                                                     |

|                   | Cutleria                                                                                                 |
|                   | |
| Sphenacodontoidea | \| \| Sphenacodontidae \| \| \| \| \| \| Therapsida (mamífers i els seus ancestres directes) \| \| \| \| |
|                   | \| \| Sphenacodontidae \| \| \| \| \| \| Therapsida (mamífers i els seus ancestres directes) \| \| \| \| |
|                   | Sphenacodontidae                                                                                         |
|                   | |
|                   | Therapsida (mamífers i els seus ancestres directes)                                                      |
|                   | |

|  | Sphenacodontidae                                    |
|  |                                                     |
|  | Therapsida (mamífers i els seus ancestres directes) |
|  |                                                     |

|                   | Cutleria                                                                                                 |
|                   | |
| Sphenacodontoidea | \| \| Sphenacodontidae \| \| \| \| \| \| Therapsida (mamífers i els seus ancestres directes) \| \| \| \| |
|                   | \| \| Sphenacodontidae \| \| \| \| \| \| Therapsida (mamífers i els seus ancestres directes) \| \| \| \| |
|                   | Sphenacodontidae                                                                                         |
|                   | |
|                   | Therapsida (mamífers i els seus ancestres directes)                                                      |
|                   | |

|  | Sphenacodontidae                                    |
|  |                                                     |
|  | Therapsida (mamífers i els seus ancestres directes) |
|  |                                                     |

|                   | Cutleria                                                                                                 |
|                   | |
| Sphenacodontoidea | \| \| Sphenacodontidae \| \| \| \| \| \| Therapsida (mamífers i els seus ancestres directes) \| \| \| \| |
|                   | \| \| Sphenacodontidae \| \| \| \| \| \| Therapsida (mamífers i els seus ancestres directes) \| \| \| \| |
|                   | Sphenacodontidae                                                                                         |
|                   | |
|                   | Therapsida (mamífers i els seus ancestres directes)                                                      |
|                   | |

|  | Sphenacodontidae                                    |
|  |                                                     |
|  | Therapsida (mamífers i els seus ancestres directes) |
|  |                                                     |

|                   | Cutleria                                                                                                 |
|                   | |
| Sphenacodontoidea | \| \| Sphenacodontidae \| \| \| \| \| \| Therapsida (mamífers i els seus ancestres directes) \| \| \| \| |
|                   | \| \| Sphenacodontidae \| \| \| \| \| \| Therapsida (mamífers i els seus ancestres directes) \| \| \| \| |
|                   | Sphenacodontidae                                                                                         |
|                   | |
|                   | Therapsida (mamífers i els seus ancestres directes)                                                      |
|                   | |

|  | Sphenacodontidae                                    |
|  |                                                     |
|  | Therapsida (mamífers i els seus ancestres directes) |
|  |                                                     |

|                   | Cutleria                                                                                                 |
|                   | |
| Sphenacodontoidea | \| \| Sphenacodontidae \| \| \| \| \| \| Therapsida (mamífers i els seus ancestres directes) \| \| \| \| |
|                   | \| \| Sphenacodontidae \| \| \| \| \| \| Therapsida (mamífers i els seus ancestres directes) \| \| \| \| |
|                   | Sphenacodontidae                                                                                         |
|                   | |
|                   | Therapsida (mamífers i els seus ancestres directes)                                                      |
|                   | |

|  | Sphenacodontidae                                    |
|  |                                                     |
|  | Therapsida (mamífers i els seus ancestres directes) |
|  |                                                     |

|                   | Cutleria                                                                                                 |
|                   | |
| Sphenacodontoidea | \| \| Sphenacodontidae \| \| \| \| \| \| Therapsida (mamífers i els seus ancestres directes) \| \| \| \| |
|                   | \| \| Sphenacodontidae \| \| \| \| \| \| Therapsida (mamífers i els seus ancestres directes) \| \| \| \| |
|                   | Sphenacodontidae                                                                                         |
|                   | |
|                   | Therapsida (mamífers i els seus ancestres directes)                                                      |
|                   | |

|  | Sphenacodontidae                                    |
|  |                                                     |
|  | Therapsida (mamífers i els seus ancestres directes) |
|  |                                                     |

|                   | Cutleria                                                                                                 |
|                   | |
| Sphenacodontoidea | \| \| Sphenacodontidae \| \| \| \| \| \| Therapsida (mamífers i els seus ancestres directes) \| \| \| \| |
|                   | \| \| Sphenacodontidae \| \| \| \| \| \| Therapsida (mamífers i els seus ancestres directes) \| \| \| \| |
|                   | Sphenacodontidae                                                                                         |
|                   | |
|                   | Therapsida (mamífers i els seus ancestres directes)                                                      |
|                   | |

|  | Sphenacodontidae                                    |
|  |                                                     |
|  | Therapsida (mamífers i els seus ancestres directes) |
|  |                                                     |

|                   | Cutleria                                                                                                 |
|                   | |
| Sphenacodontoidea | \| \| Sphenacodontidae \| \| \| \| \| \| Therapsida (mamífers i els seus ancestres directes) \| \| \| \| |
|                   | \| \| Sphenacodontidae \| \| \| \| \| \| Therapsida (mamífers i els seus ancestres directes) \| \| \| \| |
|                   | Sphenacodontidae                                                                                         |
|                   | |
|                   | Therapsida (mamífers i els seus ancestres directes)                                                      |
|                   | |

|  | Sphenacodontidae                                    |
|  |                                                     |
|  | Therapsida (mamífers i els seus ancestres directes) |
|  |                                                     |

|                   | Cutleria                                                                                                 |
|                   | |
| Sphenacodontoidea | \| \| Sphenacodontidae \| \| \| \| \| \| Therapsida (mamífers i els seus ancestres directes) \| \| \| \| |
|                   | \| \| Sphenacodontidae \| \| \| \| \| \| Therapsida (mamífers i els seus ancestres directes) \| \| \| \| |
|                   | Sphenacodontidae                                                                                         |
|                   | |
|                   | Therapsida (mamífers i els seus ancestres directes)                                                      |
|                   | |

|  | Sphenacodontidae                                    |
|  |                                                     |
|  | Therapsida (mamífers i els seus ancestres directes) |
|  |                                                     |

|                   | Cutleria                                                                                                 |
|                   | |
| Sphenacodontoidea | \| \| Sphenacodontidae \| \| \| \| \| \| Therapsida (mamífers i els seus ancestres directes) \| \| \| \| |
|                   | \| \| Sphenacodontidae \| \| \| \| \| \| Therapsida (mamífers i els seus ancestres directes) \| \| \| \| |
|                   | Sphenacodontidae                                                                                         |
|                   | |
|                   | Therapsida (mamífers i els seus ancestres directes)                                                      |
|                   | |

|  | Sphenacodontidae                                    |
|  |                                                     |
|  | Therapsida (mamífers i els seus ancestres directes) |
|  |                                                     |

|                   | Cutleria                                                                                                 |
|                   | |
| Sphenacodontoidea | \| \| Sphenacodontidae \| \| \| \| \| \| Therapsida (mamífers i els seus ancestres directes) \| \| \| \| |
|                   | \| \| Sphenacodontidae \| \| \| \| \| \| Therapsida (mamífers i els seus ancestres directes) \| \| \| \| |
|                   | Sphenacodontidae                                                                                         |
|                   | |
|                   | Therapsida (mamífers i els seus ancestres directes)                                                      |
|                   | |

|  | Sphenacodontidae                                    |
|  |                                                     |
|  | Therapsida (mamífers i els seus ancestres directes) |
|  |                                                     |

|                   | Cutleria                                                                                                 |
|                   | |
| Sphenacodontoidea | \| \| Sphenacodontidae \| \| \| \| \| \| Therapsida (mamífers i els seus ancestres directes) \| \| \| \| |
|                   | \| \| Sphenacodontidae \| \| \| \| \| \| Therapsida (mamífers i els seus ancestres directes) \| \| \| \| |
|                   | Sphenacodontidae                                                                                         |
|                   | |
|                   | Therapsida (mamífers i els seus ancestres directes)                                                      |
|                   | |

|  | Sphenacodontidae                                    |
|  |                                                     |
|  | Therapsida (mamífers i els seus ancestres directes) |
|  |                                                     |

|                   | Cutleria                                                                                                 |
|                   | |
| Sphenacodontoidea | \| \| Sphenacodontidae \| \| \| \| \| \| Therapsida (mamífers i els seus ancestres directes) \| \| \| \| |
|                   | \| \| Sphenacodontidae \| \| \| \| \| \| Therapsida (mamífers i els seus ancestres directes) \| \| \| \| |
|                   | Sphenacodontidae                                                                                         |
|                   | |
|                   | Therapsida (mamífers i els seus ancestres directes)                                                      |
|                   | |

|  | Sphenacodontidae                                    |
|  |                                                     |
|  | Therapsida (mamífers i els seus ancestres directes) |
|  |                                                     |

|                   | Cutleria                                                                                                 |
|                   | |
| Sphenacodontoidea | \| \| Sphenacodontidae \| \| \| \| \| \| Therapsida (mamífers i els seus ancestres directes) \| \| \| \| |
|                   | \| \| Sphenacodontidae \| \| \| \| \| \| Therapsida (mamífers i els seus ancestres directes) \| \| \| \| |
|                   | Sphenacodontidae                                                                                         |
|                   | |
|                   | Therapsida (mamífers i els seus ancestres directes)                                                      |
|                   | |

|  | Sphenacodontidae                                    |
|  |                                                     |
|  | Therapsida (mamífers i els seus ancestres directes) |
|  |                                                     |

|                   | Cutleria                                                                                                 |
|                   | |
| Sphenacodontoidea | \| \| Sphenacodontidae \| \| \| \| \| \| Therapsida (mamífers i els seus ancestres directes) \| \| \| \| |
|                   | \| \| Sphenacodontidae \| \| \| \| \| \| Therapsida (mamífers i els seus ancestres directes) \| \| \| \| |
|                   | Sphenacodontidae                                                                                         |
|                   | |
|                   | Therapsida (mamífers i els seus ancestres directes)                                                      |
|                   | |

|  | Sphenacodontidae                                    |
|  |                                                     |
|  | Therapsida (mamífers i els seus ancestres directes) |
|  |                                                     |

|                   | Cutleria                                                                                                 |
|                   | |
| Sphenacodontoidea | \| \| Sphenacodontidae \| \| \| \| \| \| Therapsida (mamífers i els seus ancestres directes) \| \| \| \| |
|                   | \| \| Sphenacodontidae \| \| \| \| \| \| Therapsida (mamífers i els seus ancestres directes) \| \| \| \| |
|                   | Sphenacodontidae                                                                                         |
|                   | |
|                   | Therapsida (mamífers i els seus ancestres directes)                                                      |
|                   | |

|  | Sphenacodontidae                                    |
|  |                                                     |
|  | Therapsida (mamífers i els seus ancestres directes) |
|  |                                                     |

|                   | Cutleria                                                                                                 |
|                   | |
| Sphenacodontoidea | \| \| Sphenacodontidae \| \| \| \| \| \| Therapsida (mamífers i els seus ancestres directes) \| \| \| \| |
|                   | \| \| Sphenacodontidae \| \| \| \| \| \| Therapsida (mamífers i els seus ancestres directes) \| \| \| \| |
|                   | Sphenacodontidae                                                                                         |
|                   | |
|                   | Therapsida (mamífers i els seus ancestres directes)                                                      |
|                   | |

|  | Sphenacodontidae                                    |
|  |                                                     |
|  | Therapsida (mamífers i els seus ancestres directes) |
|  |                                                     |

|                   | Cutleria                                                                                                 |
|                   | |
| Sphenacodontoidea | \| \| Sphenacodontidae \| \| \| \| \| \| Therapsida (mamífers i els seus ancestres directes) \| \| \| \| |
|                   | \| \| Sphenacodontidae \| \| \| \| \| \| Therapsida (mamífers i els seus ancestres directes) \| \| \| \| |
|                   | Sphenacodontidae                                                                                         |
|                   | |
|                   | Therapsida (mamífers i els seus ancestres directes)                                                      |
|                   | |

|  | Sphenacodontidae                                    |
|  |                                                     |
|  | Therapsida (mamífers i els seus ancestres directes) |
|  |                                                     |

|                   | Cutleria                                                                                                 |
|                   | |
| Sphenacodontoidea | \| \| Sphenacodontidae \| \| \| \| \| \| Therapsida (mamífers i els seus ancestres directes) \| \| \| \| |
|                   | \| \| Sphenacodontidae \| \| \| \| \| \| Therapsida (mamífers i els seus ancestres directes) \| \| \| \| |
|                   | Sphenacodontidae                                                                                         |
|                   | |
|                   | Therapsida (mamífers i els seus ancestres directes)                                                      |
|                   | |

|  | Sphenacodontidae                                    |
|  |                                                     |
|  | Therapsida (mamífers i els seus ancestres directes) |
|  |                                                     |

|                   | Cutleria                                                                                                 |
|                   | |
| Sphenacodontoidea | \| \| Sphenacodontidae \| \| \| \| \| \| Therapsida (mamífers i els seus ancestres directes) \| \| \| \| |
|                   | \| \| Sphenacodontidae \| \| \| \| \| \| Therapsida (mamífers i els seus ancestres directes) \| \| \| \| |
|                   | Sphenacodontidae                                                                                         |
|                   | |
|                   | Therapsida (mamífers i els seus ancestres directes)                                                      |
|                   | |

|  | Sphenacodontidae                                    |
|  |                                                     |
|  | Therapsida (mamífers i els seus ancestres directes) |
|  |                                                     |

|                   | Cutleria                                                                                                 |
|                   | |
| Sphenacodontoidea | \| \| Sphenacodontidae \| \| \| \| \| \| Therapsida (mamífers i els seus ancestres directes) \| \| \| \| |
|                   | \| \| Sphenacodontidae \| \| \| \| \| \| Therapsida (mamífers i els seus ancestres directes) \| \| \| \| |
|                   | Sphenacodontidae                                                                                         |
|                   | |
|                   | Therapsida (mamífers i els seus ancestres directes)                                                      |
|                   | |

|  | Sphenacodontidae                                    |
|  |                                                     |
|  | Therapsida (mamífers i els seus ancestres directes) |
|  |                                                     |

|                   | Cutleria                                                                                                 |
|                   | |
| Sphenacodontoidea | \| \| Sphenacodontidae \| \| \| \| \| \| Therapsida (mamífers i els seus ancestres directes) \| \| \| \| |
|                   | \| \| Sphenacodontidae \| \| \| \| \| \| Therapsida (mamífers i els seus ancestres directes) \| \| \| \| |
|                   | Sphenacodontidae                                                                                         |
|                   | |
|                   | Therapsida (mamífers i els seus ancestres directes)                                                      |
|                   | |

|  | Sphenacodontidae                                    |
|  |                                                     |
|  | Therapsida (mamífers i els seus ancestres directes) |
|  |                                                     |

|                   | Cutleria                                                                                                 |
|                   | |
| Sphenacodontoidea | \| \| Sphenacodontidae \| \| \| \| \| \| Therapsida (mamífers i els seus ancestres directes) \| \| \| \| |
|                   | \| \| Sphenacodontidae \| \| \| \| \| \| Therapsida (mamífers i els seus ancestres directes) \| \| \| \| |
|                   | Sphenacodontidae                                                                                         |
|                   | |
|                   | Therapsida (mamífers i els seus ancestres directes)                                                      |
|                   | |

|  | Sphenacodontidae                                    |
|  |                                                     |
|  | Therapsida (mamífers i els seus ancestres directes) |
|  |                                                     |

|                   | Cutleria                                                                                                 |
|                   | |
| Sphenacodontoidea | \| \| Sphenacodontidae \| \| \| \| \| \| Therapsida (mamífers i els seus ancestres directes) \| \| \| \| |
|                   | \| \| Sphenacodontidae \| \| \| \| \| \| Therapsida (mamífers i els seus ancestres directes) \| \| \| \| |
|                   | Sphenacodontidae                                                                                         |
|                   | |
|                   | Therapsida (mamífers i els seus ancestres directes)                                                      |
|                   | |

|  | Sphenacodontidae                                    |
|  |                                                     |
|  | Therapsida (mamífers i els seus ancestres directes) |
|  |                                                     |

|                   | Cutleria                                                                                                 |
|                   | |
| Sphenacodontoidea | \| \| Sphenacodontidae \| \| \| \| \| \| Therapsida (mamífers i els seus ancestres directes) \| \| \| \| |
|                   | \| \| Sphenacodontidae \| \| \| \| \| \| Therapsida (mamífers i els seus ancestres directes) \| \| \| \| |
|                   | Sphenacodontidae                                                                                         |
|                   | |
|                   | Therapsida (mamífers i els seus ancestres directes)                                                      |
|                   | |

|  | Sphenacodontidae                                    |
|  |                                                     |
|  | Therapsida (mamífers i els seus ancestres directes) |
|  |                                                     |

|                   | Cutleria                                                                                                 |
|                   | |
| Sphenacodontoidea | \| \| Sphenacodontidae \| \| \| \| \| \| Therapsida (mamífers i els seus ancestres directes) \| \| \| \| |
|                   | \| \| Sphenacodontidae \| \| \| \| \| \| Therapsida (mamífers i els seus ancestres directes) \| \| \| \| |
|                   | Sphenacodontidae                                                                                         |
|                   | |
|                   | Therapsida (mamífers i els seus ancestres directes)                                                      |
|                   | |

|  | Sphenacodontidae                                    |
|  |                                                     |
|  | Therapsida (mamífers i els seus ancestres directes) |
|  |                                                     |

Cal destacar que els pelicosaures (de Caseasauria fins a Sphenacodontidae) són un grup parafilètic que inclou tots els sinàpsids que no són teràpsids.